# レポーター・ガール
『レポーター・ガール』（原題: Home Before Dark、ホーム・ビフォア・ダーク）は、2020年から配信されているアメリカ合衆国のテレビドラマシリーズ。実在する9歳の記者ヒルデが事件の真相に迫る姿を追う。企画・製作はダナ・フォックスとダラ・レズニック、『フロリダ・プロジェクト 真夏の魔法』で知られるブルックリン・プリンスが主演を務めた。2020年4月3日にApple TV+オリジナル作品として全世界に配信された。本作は第2シーズンへの更新が決定している。

## あらすじ
ブルックリンから小さな湖畔の町に引っ越してきた9歳の少女ヒルデ・リスコ。ある事件の真相を追求するうちに、町の誰もが隠そうとする未解決事件を掘り起こすことになる。

## キャスト
※括弧内は日本語吹き替え
- ブルックリン・プリンス（英語版）（合田絵利） - ヒルデ・リスコ

- ジム・スタージェス（中川慶一） - マット

- アビー・ミラー（英語版）（中村慈） - ブリジット

- ルイス・ハーサム（英語版）（金尾哲夫） - フランク・ブリッグス・シニア

- キーファー・オライリー - リッチー・ファイフ

- マイケル・ウェストン（奥田寛章） - フランク・ブリッグス・ジュニア

- カイリー・ロジャーズ（英語版）（織江珠生） - イジー

- アジザ・スコット（三日尻望） - トリップ

- エイドリアン・ハフ - ジャック・ファイフ

- ジョエル・カーター（竹内絢子） - キム・コリンズ

- ジブライル・ナンタンブ - ドニー

- デリック・マッケイブ（英語版） - スプーン

- ホイットニー・ピーク（小田切優衣） - Alpha Jessica

- オーブリー・アーナソン - Lucy Fife

- オンドレア・スミス - Singer

- ディーン・ペトリウ - Young Matt

- ライケン・ラヴェロック - Young Kim

- サージ・ホード（英語版） - Roger Collins

- シャロン・ローレンス（英語版） - Carol Collins

- マイケル・グレイアイズ（英語版） - Sam Gillis

## エピソード
| シーズン | シーズン | 話数 | 話数 | 放送期間     | 放送期間     |
| -------- | -------- | ---- | ---- | ------------ | ------------ |
|          | 1        | 10   | 10   | 2020年4月3日 | 2020年4月3日 |

### シーズン1 (2020)
| 通算 話数 | タイトル                                      | 監督               | 脚本                   | 公開日       |
| --------- | --------------------------------------------- | ------------------ | ---------------------- | ------------ |
| 1         | "マジックアワー" "Magic Hour"                 | ジョン・M・チュウ  | Dana Fox Dara Resnik   | 2020年4月3日 |
| 2         | "マットの過去" "Never Be the Same"            | ジョン・M・チュウ  | Garrett Lerner         | 2020年4月3日 |
| 3         | "ハチのように刺す" "Sting Like a Bee"         | Rosemary Rodriguez | Ann Cherkis            | 2020年4月3日 |
| 4         | "バードマン" "The Bird, Man"                  | Rosemary Rodriguez | Carla Ching            | 2020年4月3日 |
| 5         | "緑の自転車" "The Green Bike"                 | Kat Candler        | Joe Hortua             | 2020年4月3日 |
| 6         | "時空を超えて" "88 Miles an Hour"             | Kat Candler        | Lucas O'Connor         | 2020年4月3日 |
| 7         | "探索隊" "Search Party"                       | Jim McKay          | Thembi L. Banks        | 2020年4月3日 |
| 8         | "未来は女性にあり" "The Future Is Female"     | Jim McKay          | Hillary Cunin          | 2020年4月3日 |
| 9         | "スーパーヒーロー" "Superhero Monster Slayer" | Kate Woods         | Dara Resnik & Dana Fox | 2020年4月3日 |
| 10        | "価値ある真実" "Bigger Than All of Us"        | Rosemary Rodriguez | ラッセル・フレンド     | 2020年4月3日 |

## 製作
2016年8月25日、パラマウント・テレビジョンとアノニマス・コンテンツが、ヒルデ・リスコとマシュー・ライザックの刊行本『Hilde Cracks the Case』の放映権を獲得したことが報じられた。
2018年6月13日、Appleが10話で構成される第1シーズンを発注したことが発表された。エグゼクティブ・プロデューサーに『クレイジー・リッチ！』のジョン・M・チュウらが加わった。

## 評価

### 批評
本作は批評家から好意的な評価を受けている。第1シーズンは批評集積サイトのRotten Tomatoesに29件のレビューがあり、批評家支持率は83%、平均点は10点満点で6.01点となっている。また、Metacriticには12件のレビューがあり、加重平均値は64/100となっている。